# Martín Ramos

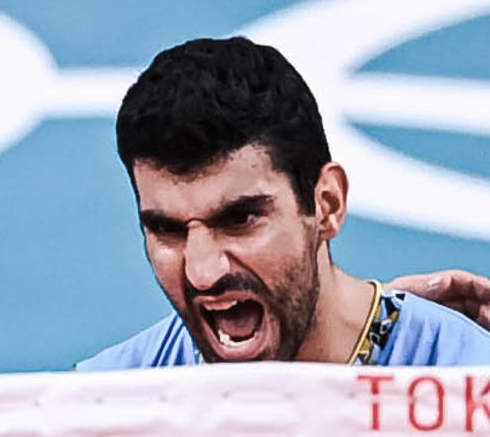
Martín Ramos reprezentantem Argentyny na Igrzyskach Olimpijskich 2020

Martín Ramos (ur. 26 sierpnia 1991 w Buenos Aires) – argentyński siatkarz, grający na pozycji środkowego.

## Sukcesy klubowe
Puchar Master:
- 2011, 2013, 2014, 2016, 2017

Mistrzostwo Argentyny:
- 2012, 2013, 2014, 2015, 2016, 2018
- 2017
- 2019

Klubowe Mistrzostwa Ameryki Południowej:
- 2013[3], 2015
- 2012, 2014, 2019, 2020
- 2016, 2017

Puchar ACLAV:
- 2012, 2013, 2015, 2019

Klubowe Mistrzostwa Świata:
- 2014, 2015

Puchar Challenge:
- 2022[4]

Mistrzostwo Hiszpanii:
- 2023[5], 2024[6], 2025[7]

Superpuchar Hiszpanii:
- 2023[8], 2024[9]

Puchar Króla Hiszpanii:
- 2024[10], 2025[11]

## Sukcesy reprezentacyjne
Mistrzostwa Świata Kadetów:
- 2009

Puchar Panamerykański:
- 2017
- 2010

Mistrzostwa Świata Juniorów:
- 2011[12]

Mistrzostwa Ameryki Południowej:
- 2023[13]
- 2013, 2019, 2021
- 2017

Igrzyska Panamerykańskie:
- 2015

Igrzyska Olimpijskie:
- 2020

## Nagrody indywidualne
- 2014: Najlepszy blokujący Klubowych Mistrzostw Ameryki Południowej
- 2015: Najlepszy blokujący Klubowych Mistrzostw Ameryki Południowej
- 2017: MVP Pucharu Panamerykańskiego
- 2018: Najlepszy środkowy w finale o Mistrzostwo Argentyny
- 2021: Najlepszy środkowy Mistrzostw Ameryki Południowej